# Hauteville-la-Guichard
Hauteville-la-Guichard è un comune francese di 459 abitanti situato nel dipartimento della Manica nella regione della Normandia.
Fa parte del cantone di Saint-Sauveur-Lendelin nella circoscrizione (arrondissement) di Coutances.

## Storia
Non vi è nessuna traccia del paese in epoca romana. Il villaggio fu fondato da un vichingo norvegese di nome Hialtt che gli diede il nome di Hiattvilla. Infatti, nel X secolo il condottiero vichingo Rollone, dopo il patto di Saint-Clair-sur-Epte, ricevette le terre di Normandia dal re Carlo il semplice. Suo discendente fu Tancredi di Altavilla, che divenne guardia del corpo del Duca Riccardo I di Rouen e capostipite del casato degli Altavilla.

## Monumenti e luoghi d'interesse
- Chiesa Notre-Dame-de-l'Assomption
- Maniero de Bouillon, del XVII secolo

## Società

### Evoluzione demografica
Abitanti censiti

## Cultura
È presente un Museo dedicato a Tancredi d'Altavilla, capostipite del Casato degli Altavilla.
Molti dei suoi figli, Guglielmo, Drogone, Umfredo, Ruggero e Roberto, arrivarono in Italia meridionale e,  dopo aver conquistato il meridione dell'Italia, dopo averlo strappato a Bizantini, Longobardi  e all'Emirato Arabo in Sicilia nel 1072, fondarono nel 1130 il Regno di Sicilia con Ruggero II, il più noto successore della Dinastia.

## Economia
Il villaggio è un comune rurale la cui economia si basa sulla produzione di latte e prodotti agroalimentari come grano e mais.